# 액션 대마인
액션 대마인(일본어: アクション対魔忍, Action Taimanin)은 그레모리 게임스에 의해 모바일로 개발 및 배급된 부분 유료화 액션 롤플레잉 비디오 게임이다. 나중에 릴리스와 인피니티-브레인에 의해 윈도우 PC로 이식되었다. 이 게임은 릴리스의 대마인 비주얼 노벨 시리즈의 스핀오프이다.

## 같이 보기
- 붕괴3rd
- 퍼니싱: 그레이 레이븐